# Międzynarodowy Dzień Ludności Tubylczej na Świecie
Międzynarodowy Dzień Ludności Tubylczej na Świecie, ang. International Day of the World’s Indigenous People – święto ustanowione przez Zgromadzenie Ogólne ONZ rezolucją 49/214 z 23 grudnia 1994 roku obchodzone corocznie 9 sierpnia (do 2014 roku). 
Termin obchodów wyznaczono początkowo na lata 1994-2004 na czas trwania Międzynarodowej Dekady Ludności Tubylczej na Świecie (rezolucja 48/163 z 21 grudnia 1993).
20 grudnia 2004 roku Zgromadzenie Ogólne rezolucją 59/174 ogłosiło Drugą Międzynarodową Dekadę Ludności Tubylczej na Świecie (2005-2014) w Nowym Jorku, Genewie i innych siedzibach ONZ. Tym samym zadecydowano o kontynuacji corocznych obchodów na czas trwania drugiej dekady.
Zgromadzenie Ogólne zwróciło się do Sekretarza Generalnego ONZ z prośbą o wsparcie obchodów Dnia oraz zachęcanie rządów do włączenia się w obchody na szczeblu narodowym. 

Obchody są okazją do podkreślenia różnorodności kultur tubylczych, tak bardzo wzbogacających rodzinę ludzką. Jest to szansa do zwrócenia uwagi na obecną sytuację ludności tubylczej na świecie, do uświadomienia sobie, jak wiele jeszcze trzeba zrobić, by poprawić warunki ich życia.